# Asophrops staveni
Asophrops staveni är en skalbaggsart som beskrevs av Keith 2007. Asophrops staveni ingår i släktet Asophrops och familjen Melolonthidae. Inga underarter finns listade.